# 59G式主战坦克
59G式主战坦克是一款基於基于59式坦克系列的升级改型或稱為升級改裝方案，專用於外銷，中国北方工业公司於2013年9月天津保利国防兵器展上公開了一種稱為59G式的改裝方案，但當時可能整體已經完成，同年坦尚尼亞的閱兵上出現一種大幅改裝的59式是59G式首次實車大規模亮相。
59式坦克和其同等血統的冷戰前期蘇聯戰車於世界多國至今大量存在，其巨大的存量和零件體系對於太多發展中國家而言全部廢棄並不現實經濟，所以一種21世紀化的升級方案有巨大市場，讓其能在現代戰場尚有一戰的能力是許多國家的期盼，中國解放軍對於59式有漫長改裝歷史到後期的79式、88式等都可看到濃厚身影，蘇聯衰敗後中國是最大可能有科技提供此等21世紀升級方案的工業強國，59G式的最早概念是巴基斯坦的艾扎拉主戰坦克方案，其重點在於外改圓形砲塔成為較現代的方形砲塔，這點上採用外焊一圈方形裝甲的簡易方式達成，另一方面更換滑膛砲提升火力和電子射控升級等。之後在2007年阿布達比國際防衛展（IDEX 2007）中，北方工業公司推出一種59式改良方案小比例模型，草案稱為59-125，那時整體59G式已經設計完成。
發展至現今的59G式時可以說是中國對於59式半世紀來改裝技術的終極大成，其外裝了96式同等級的楔形FY-II爆炸反應裝甲，125mm大口徑主砲，96式同等級的電腦射控和自動裝彈機，側裙板上安裝了新裝甲板，惟受限於車身先天條件無法裝上太先進的發動機，但依然換裝了現代設計的730馬力以上發動機，在防禦性場景下已經有和21世紀各國主戰坦克一搏的能力。

## 使用方
- 坦桑尼亚
- - 保利集團特种车辆改装的59G-125

## 相册

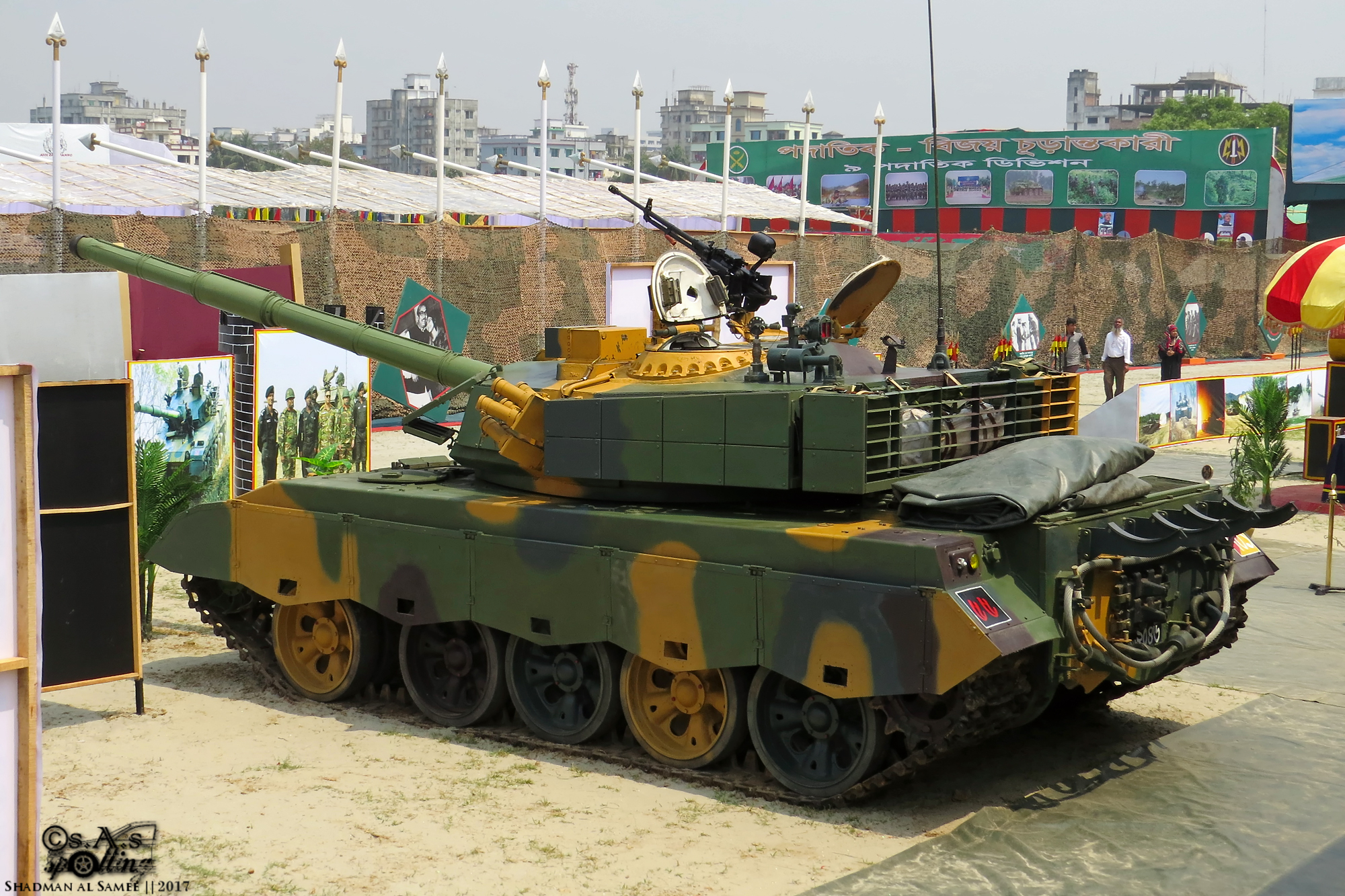
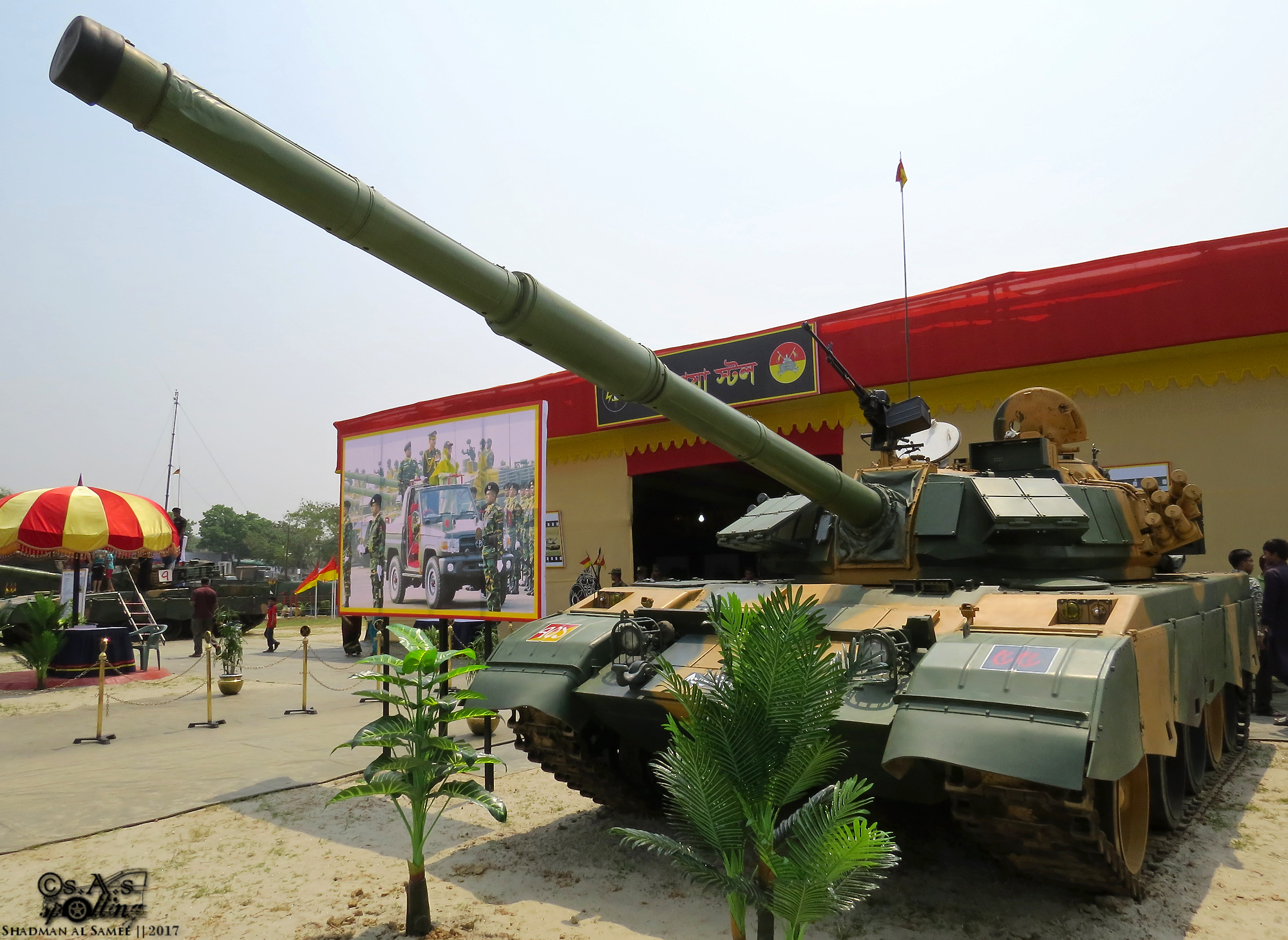
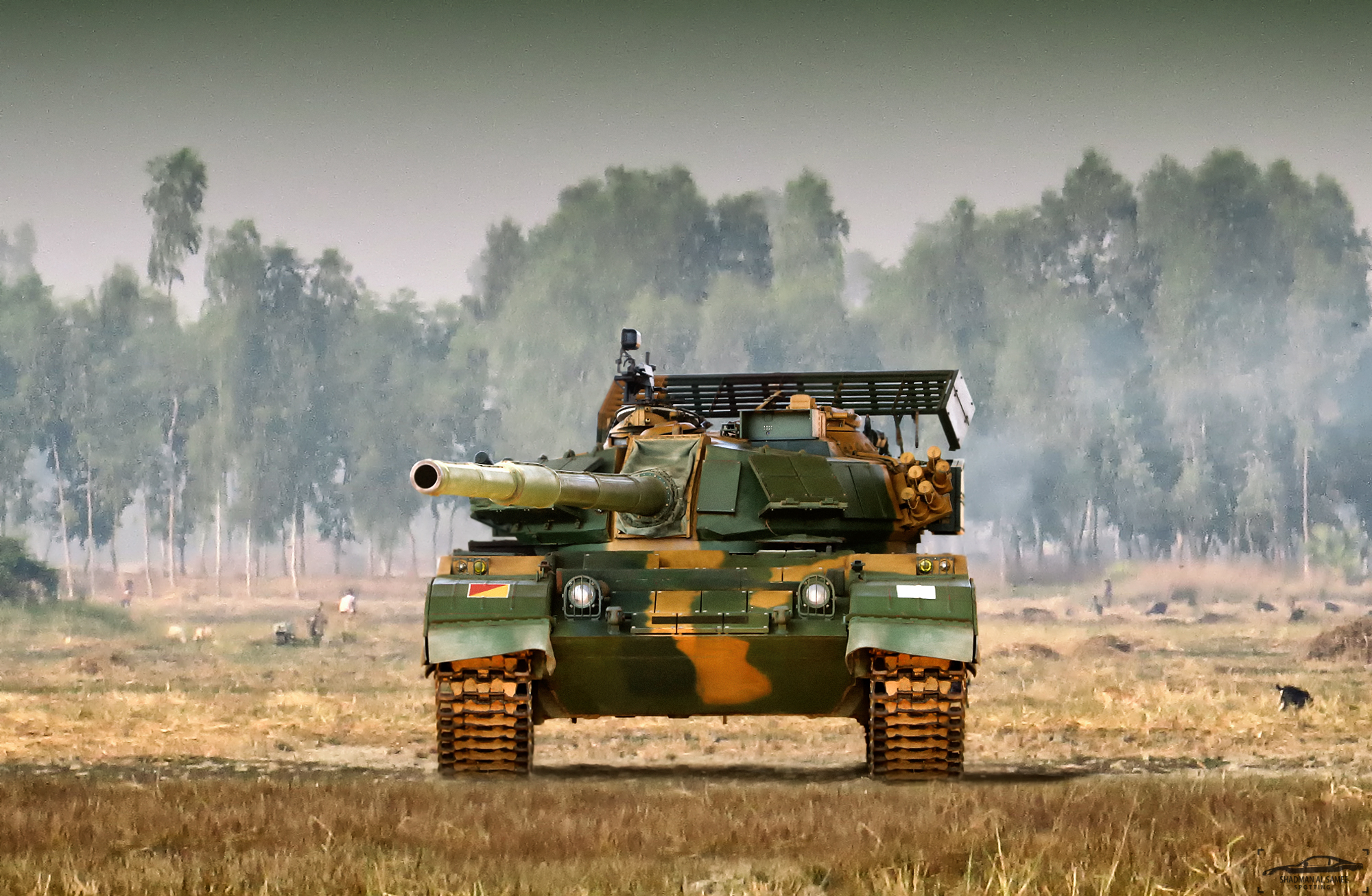